# Masaya Sawamura
 (janvier 2024).
Pour les articles homonymes, voir Sawamura.
Masaya Sawamura est un chimiste japonais né en 1961 à Kōchi, professeur au département de chimie de l'Université de Hokkaido au sein de l'Institut de recherche en sciences de l'université de Hokkaido. Sa spécialité est la chimie de synthèse et la chimie organique. Il est l'auteur responsable de la fraude, comprenant 519 cas de falsification et 317 cas de manipulation, dans plusieurs données de résonance magnétique nucléaire (RMN) utilisées pour examiner la structure des réactifs, telle que reconnue par une enquête universitaire,.

## Fraude à la recherche
L'équipe de recherche du professeur Masaya Sawamura a publié en août 2020. Le contenu portait sur le développement de catalyseurs artificiels pour la synthèse d'acides gras en composés organiques utiles, mais des soupçons de falsification ont été révélés dans plusieurs données de résonance magnétique nucléaire (RMN) utilisées pour examiner la structure des réactifs, et l'article a été retiré le 29 avril 2022.. Selon les résultats de l'enquête, les principaux articles examinés se sont élevés à 4, et les actes répréhensibles avérés se sont élevés à 519 cas de falsification et 317 cas de manipulation dans les 4 articles,. En 2019, deux articles publiés ont été retirés en raison de la falsification des spectres RMN et des graphiques HPLC dans le Journal of the American Chemical Society.